# Ulak
Ein Ulak (oder Ulaq; englisch auch: oolak oder oolaq) ist ein kleines indisches Flusssegelschiff.

## Einzelheiten und Bauweise
Der Ulak wird seit Jahrhunderten auf dem Ganges, dem Brahmaputra und dem Meghna und deren Nebenflüssen in Bengalen zum Gütertransport genutzt. Das Boot hat ein Rahsegel auf dem Vorderschiff und ist vor dem Wind schneller als die meisten anderen in der Gegend gebräuchlichen Bootstypen. Bei Windstille oder widrigem Wind wird es mit einem oder mehreren Rudern bewegt.
Der hölzerne, vorn und achtern spitz zulaufende Rumpf ist, anders als bei nahezu alle anderen vergleichbaren Schiffen der Region, in Klinkerbauweise zusammengefügt. Das Boot hat vorn und achtern jeweils ein kleines Deck. Im mittleren Teil befindet sich der Laderaum, der nur mit einer abnehmbaren Abdeckung geschützt ist. Wie auch andere traditionelle Fahrzeuge dieser Region erinnern Ulaks in zahlreichen Details an Schiffe, die im Alten Ägypten auf dem Nil verwendet wurden. Ein nennenswertes Detail ist das achtern an Backbord angebrachte Ruder, dessen Blatt die Form eines nach oben weisenden Dreiecks aufweist. Der Unterwasserbereich des Achterschiffes ist entsprechend beplankt, so dass das Ruderblatt frei drehen kann.